# Tháp Montparnasse
Tour Maine-Montparnasse (Tháp Maine-Montparnasse), thường được biết đến với tên Tour Montparnasse, là tòa văn phòng chọc trời cao 210 mét (689 ft) ở khu vực Montparnasse của Paris, Pháp. Được xây dựng từ năm 1969 đến 1973, nó là toà nhà cao nhất nước Pháp cho đến năm 2011, khi bị vượt qua bởi Tour First. Nó vẫn là tòa nhà cao nhất ở Paris bên ngoài khu thương mại La Défense. Tính đến  tháng 2 năm 2020, nó là tòa nhà cao thứ 14 ở Liên minh Châu Âu. Tòa tháp được thiết kế bởi các kiến trúc sư Eugène Beaudouin, Urbain Cassan, và Louis Hoym de Marien và được thi công bởi Campenon Bernard. Vào ngày 21 tháng 9 năm 2017, Nouvelle AOM đã giành chiến thắng trong cuộc thi thiết kế lại mặt tiền của tòa nhà.

## Miêu tả

Logo của Tour Montparnasse

Được xây dựng bên trên ga Montparnasse–Bienvenüe của hệ thống Paris Métro, tòa nhà có 59 tầng.
Tầng 56, cách mặt đất 200 m,  có một nhà hàng gọi là le Ciel de Paris, và sân thượng ở tầng trên cùng, mở cửa cho công chúng vào ngắm thành phố.
Tầm nhìn bao phủ trong bán kính 40 km (25 mi); có thể nhìn thấy máy bay cất cánh từ Sân bay Orly.
Đường ray bảo vệ, nơi gắn các anten khác nhau, có thể được hạ xuống bằng khí nén.

## Lịch sử

### Dự án
Năm 1934, nhà ga Montparnasse cũ nằm ở rìa của đại lộ có tên tương tự, đối diện với Rue de Rennes, trở nên không phù hợp với giao thông. Thủ đô Paris đã lên kế hoạch tổ chức lại quận và xây dựng một nhà ga mới. Nhưng dự án được giao cho Raoul Dautry (người sẽ đặt tên cho quảng trường của tòa tháp), đã vấp phải sự phản đối gay gắt và bị hủy bỏ.
Vào năm 1956, nhân dịp thông qua quy hoạch tổng thể mới cho quy hoạch giao thông Paris, tổ chức Société d'économie mixte pour l'Aménagement du secteur Maine Montparnasse (SEMMAM) đã được thành lập, cũng như l'Agence pour l'Opération Maine Montparnasse (AOM). Nhiệm vụ của họ là tái phát triển khu phố, nơi đòi hỏi phải san bằng nhiều đường phố, thường đổ nát và mất vệ sinh. Khu đất này sau đó đã chiếm tới 8 ha
Năm 1958, những nghiên cứu đầu tiên về tòa tháp đã được khởi động tốt, nhưng dự án đã bị chỉ trích mạnh mẽ vì chiều cao của tòa nhà. Một cuộc tranh cãi xảy ra sau đó, dẫn đầu bởi Bộ trưởng Bộ Công chính Edgard Pisani,người đã nhận được sự ủng hộ của André Malraux, Bộ trưởng Bộ Văn hóa lúc bấy giờ dưới thời Tướng de Gaulle, dẫn đến sự chậm lại của dự án.
Tuy nhiên, việc xây dựng lại nhà ga Montparnasse cách ga cũ vài trăm mét về phía nam và việc phá hủy ga tàu Gare du Maine, nằm trong dự án bất động sản của AOM, một cơ quan chung quy tụ bốn kiến trúc sư: Urbain Cassan, Eugène Beaudouin và Louis de Hoÿm de Marien, được thực hiện từ tháng 6 năm 1966 đến mùa xuân năm 1969 với sự hỗ trợ của kiến trúc sư Jean Saubot.
Năm 1968, André Malraux cấp giấy phép xây dựng tòa tháp cho AOM và công việc bắt đầu vào cùng năm đó.  Dự án được dẫn đầu bởi nhà phát triển bất động sản người Mỹ Wylie Tuttle, người đã thu hút một liên minh gồm 17 công ty bảo hiểm và 7 ngân hàng của Pháp trong dự án đa tòa nhà trị giá 140USD, nhưng sau đó đã xa rời dự án cho đến khi cáo phó năm 2002 của ông tiết lộ rằng tòa nhà là "đứa con tinh thần" ban đầu của ông ấy.
Đó là vào năm 1969, quyết định xây dựng một trung tâm mua sắm cuối cùng đã được thực hiện. Georges Pompidou,khi đó là Tổng thống Cộng hòa, muốn cung cấp cho thủ đô cơ sở hạ tầng hiện đại. Và bất chấp một cuộc tranh cãi lớn, việc xây dựng tòa tháp đã được bắt đầu.
Đối với nhà địa lý Anne Clerval, công trình xây dựng này tượng trưng cho nền kinh tế dịch vụ của Paris trong những năm 1970 do chính sách phi công nghiệp hóa mà từ những năm 1960 đã ủng hộ "bỏ qua không gian thành trì của tầng lớp lao động nhiều nhất vào thời điểm đó".

### Thi công
Tháp Montparnasse được xây dựng từ năm 1969 đến năm 1973 trên địa điểm của nhà ga Montparnasse cũ. Viên đá đầu tiên được đặt vào năm 1970 và lễ khánh thành diễn ra vào năm 1973.
Phần móng của tháp được tạo nên từ 56 trụ bê tông cốt thép chìm sâu 70 mét dưới lòng đất. Vì lý do quy hoạch đô thị, tòa tháp phải được xây dựng ngay phía trên một tuyến tàu điện ngầm; và để tránh sử dụng cùng một giá đỡ và làm suy yếu nó, các công trình tàu điện ngầm đã được bảo vệ bằng một tấm chắn bê tông cốt thép. Mặt khác, các dầm ngang dài đã được lắp đặt để giải phóng không gian cần thiết trong tầng hầm để lắp đường ray cho tàu hỏa.

## Occupation
The tower is mainly occupied by offices. Various companies and organizations have settled in the tower:
- The International Union of Architects, Axa and MMA insurers, the mining and metallurgy company Eramet, Al Jazeera
- Political parties have used campaign offices, such as François Mitterrand in 1974, the RPR in the late 70s, Emmanuel Macron's La République En Marche! in 2016, Benoît Hamon since 2018
- Previously Tour Maine-Montparnasse housed the executive management of Accor.[14]

The 56th floor, with its terrace, bars and restaurant, has been used for private or public events. During the 80s and 90s, the live National Lottery was cast on TF1 from the 56th floor.

## Climbing the tower
French urban climber Alain "Spiderman" Robert, using only his bare hands and feet and with no safety devices of any kind, scaled the building's exterior glass and steel wall to the top twice, in 1995 and in 2015.
His achievement was repeated by Polish climber Marcin Banot in 2020. From the middle of the way he was followed by a lifeguard on a rope but Marcin refused to connect a safety rope and climbed to the top without any help.

## Criticism
The tower's simple architecture, large proportions and monolithic appearance have been often criticized for being out of place in Paris's urban landscape. As a result, two years after its completion the construction of buildings over seven stories high in the city center was banned.
The design of the tower predates architectural trends of more modern skyscrapers today that are often designed to provide a window for every office. Only the offices around the perimeter of each floor of Tour Montparnasse have windows.
It is said that the tower's observation deck enjoys the most beautiful view in all of Paris because it is the only place from which the tower cannot be seen.
A 2008 poll of editors on Virtualtourist voted the building the second-ugliest building in the world, behind Boston City Hall in the United States.

## Asbestos contamination
In 2005, studies showed that the tower contained asbestos material. When inhaled, for instance during repairs, asbestos is a carcinogen. Monitoring revealed that legal limits of fibers per liter were surpassed and, on at least one occasion, reached 20 times the legal limit. Due to health and legal concerns, some tenants abandoned  their offices in the building.
The problem of removing the asbestos material from a large building used by thousands of people is unique. The projected completion time for removal was cited as three years. After a nearly three year delay, removal began in 2009 alongside regular operation of the building. In 2012, it was reported the Maine-Montparnasse Tower was 90% free of asbestos.

## Hình ảnh
- Vị trí của Tour Montparnasse ở Paris
- Khu mua sắm của Tour Montparnasse
- Tour Montparnasse kế bên tháp Eiffel
- Tour Montparnasse nhìn từ tháp Eiffel
- Tour Montparnasse từ Rue de Rennes
- Tòa tháp nhìn từ Jardin du Luxembourg
- Cảnh đêm về phía tháp Eiffel

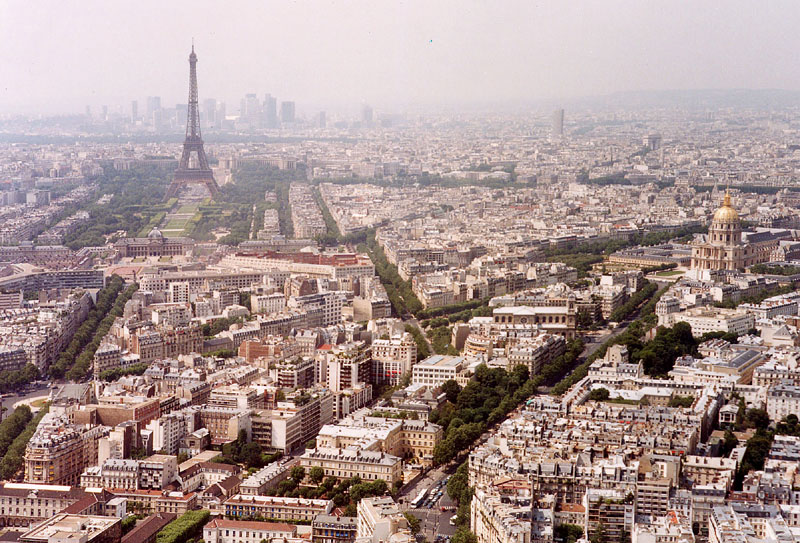
Toàn cảnh Paris với tháp Eiffel nhìn từ Tour Montparnasse
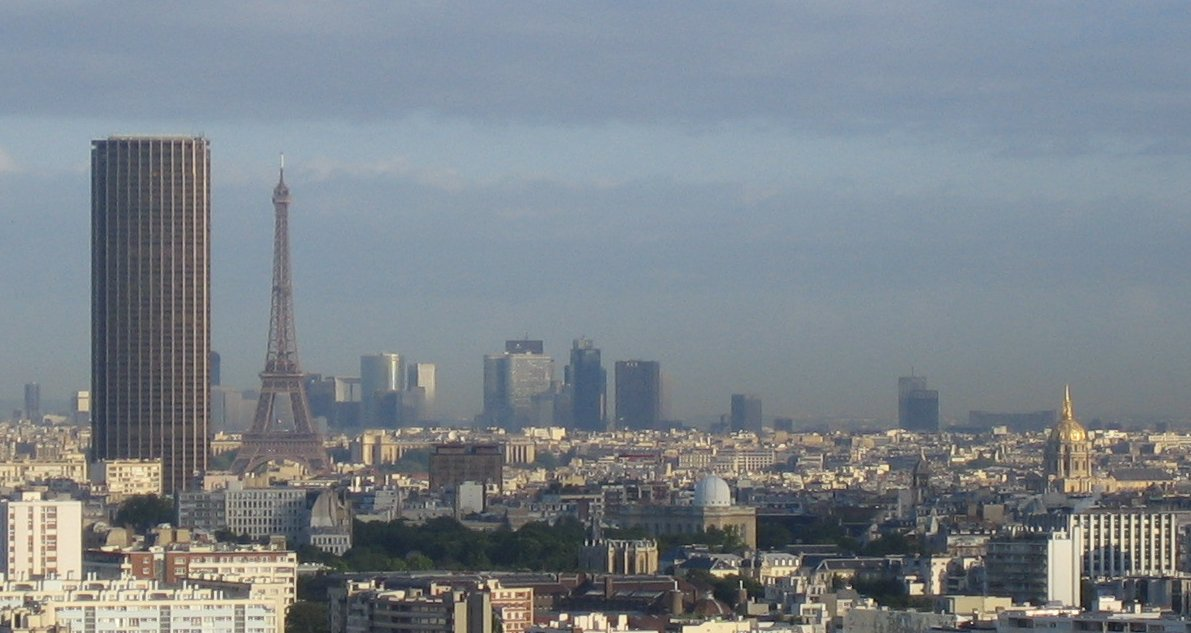
Các điểm cao của Paris bao gồm Tour Montparnasse, tháp Eiffel và khu La Défense
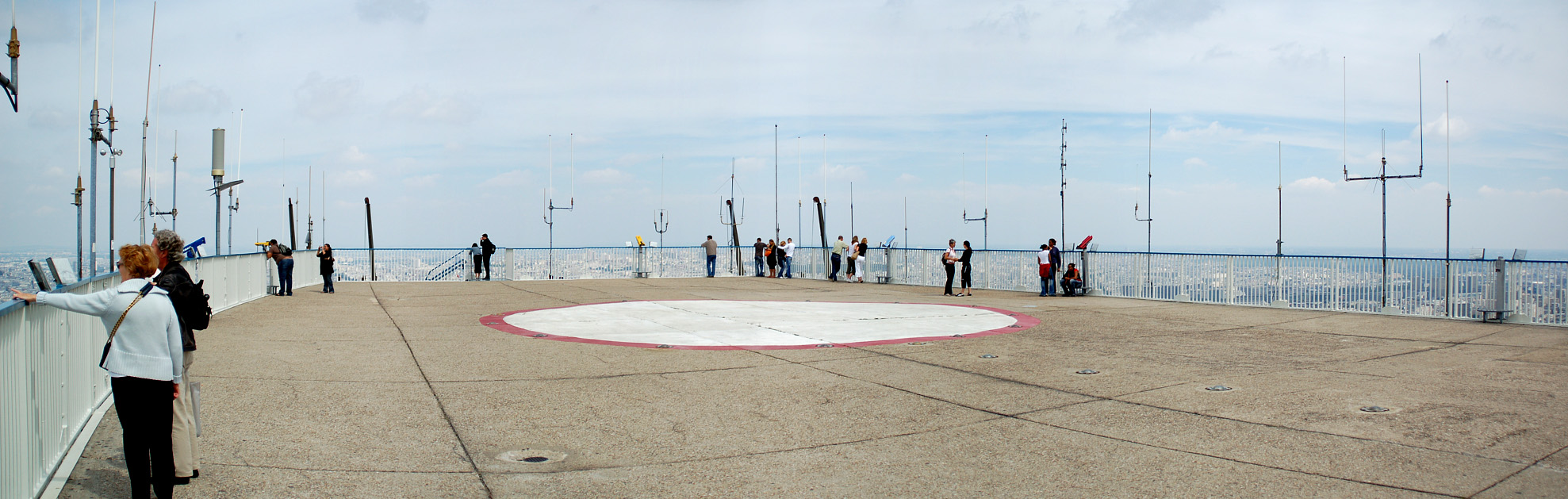
Đài quan sát trên nóc Tour Montparnasse